# Équipe de France de football en 1944
Chronologie
Saison précédente Saison suivante
Cet article traite des années 1942-1944 de l'Équipe de France de football.
La France pratique un WM « souple » : en défense, Bastien joue comme stoppeur (avec l'appui de Pironti) ; au milieu, Bigot (inter déplacé en demi) et Baratte assurent la liaison alors qu'en attaque Hiltl (ailier droit statique), Aston (inter de pointe) et Symonyi (avant-centre mobile) n'opèrent pas à leur poste habituel. Maurice Bacquet est adjoint à Gaston Barreau comme préparateur physique.

## Match
| Date             | Stade                             | Adversaire | Score | Comp | Buteurs français                            |
| 8 mars 1942      | Stade Vélodrome Marseille, France | Suisse     | D 0-2 | A    | -                                           |
| 15 mars 1942     | Campo Sevilla Séville, Espagne    | Espagne    | D 0-4 | A    | -                                           |
| 24 décembre 1944 | Parc des Princes Paris, France    | Belgique   | V 3-1 | A    | Simonyi (12e), Arnaudeau (13e), Aston (87e) |

A : Amical.

## Les joueurs
| Joueurs                                                           |    |    |
| Gardiens de but                                                   |    |    |
| Julien Darui (Red Star Olympique)                                 | 90 | 90 |
| Défenseurs                                                        |    |    |
| Jules Vandooren (Stade de Reims) (dernières sélections) Capitaine | 90 | 90 |
| François Mercier (FC Sète) (1re et dernière sélection)            |    | 90 |
| Milieux                                                           |    |    |
| Henri Roessler (Red Star Olympique)                               | 90 | 90 |
| François Bourbotte (SC Fives) (dernières sélections)              | 90 | 90 |
| Auguste Jordan (RC Paris)                                         | 90 | 90 |
| Alfred Aston (Red Star Olympique)                                 | 90 | 90 |
| Roland Schmitt (Toulouse FC) (2de et dernière sélection)          | 90 |    |
| Attaquants                                                        |    |    |
| André Simonyi (Red Star) (1re sélection)                          | 90 | 90 |
| Désiré Koranyi (FC Sète) (dernières sélections)                   | 90 | 90 |
| Maurice Dupuis (RC Paris)                                         | 90 | 90 |
| Henri Arnaudeau (Girondins-ASP Bordeaux) (1re sélection)          | 90 | 90 |

France

- Alfred Dambach (FC Rouen) (1reet dernière sélection)
- André Frey (FC Metz) (1resélection)
- Jean Bastien (Olympique de Marseille) (3esélection)
- Jean Swiatek (Girondins de Bordeaux) (1resélection)
- Jules Bigot (LOSC) (5e sélection)
- Félix Pironti (Olympique de Marseille) (1reet dernière sélection)
- Alfred Aston (Red Star Olympique) (23esélection) Capitaine
- Jean Baratte (LOSC) (1resélection)
- Henri Hiltl (Excelsior AC) (2eet dernière sélection)
- André Simonyi (Red Star) (3esélection)
- Henri Arnaudeau (Girondins de Bordeaux) (3esélection)

Réserves : Hatz, Grillon, Braun, Robin et Aznar.

Belgique

- Henri Meert (RSC Anderlecht) (1resélection)
- Robert Gérard (CS Schaerbeek) (1resélection)
- Joseph Pannaye (FC Tilleur) (1resélection)
- Antoine Puttaert (Royale Union Saint-Gilloise) (1resélection)
- Marcel Vercammen (K Lyra TSV) (1resélection)
- John Van Alphen (R Beerschot AC) (11e et dernière sélection)
- François De Wael (RSC Anderlecht) (1reet dernière sélection)
- Désiré Van Den Audenaerde (FC Antwerp (1resélection)
- Arsène Vaillant (White Star AC) (1resélection)
- Fernand Voussure (Racing Club de Bruxelles) (1reet dernière sélection)
- Fernand Buyle (Daring Club de Bruxelles) (15esélection)

Réserves : Daenen, Cornelis, Melis, Nicolay

Arbitré par M. Trehou (France)

## Buts
- 1:0 Simonyi : tir à la limite du hors-jeu sur passe d'Arnaudeau
- 2:0 Arnaudeau: reprise d'un centre de Hiltl
- 3:0 Aston : reprise de 20 m d'un tir mal repoussé de Bigot.
- 3:1 De Wael